# Mestre tömegközlekedése
Mestre közösségi közlekedése elsősorban az ACTV autóbuszain alapul. Ehhez kapcsolódik még néhány másik, helyi és helyközi közlekedést biztosító tömegközlekedési eszköz, mint például az új Tram di Mestre.

## Az ACTV
Az ACTV (Azienda del Consorzio Trasporti Veneziano) 1978. október 1-jén alakult, Velence tömegközlekedésének kiszolgálására. Jogelődje az Azienda Comunale per la Navigazione Interna (ACNI) volt, melyet 1904. október 22-én alapított a város közössége. 1930. január 1-jétől átkeresztelték Azienda Comunale di Navigazione Interna Lagunare (ACNIL), melyet egészen az ACTV megalakulásáig megőrzött.

## Villamos

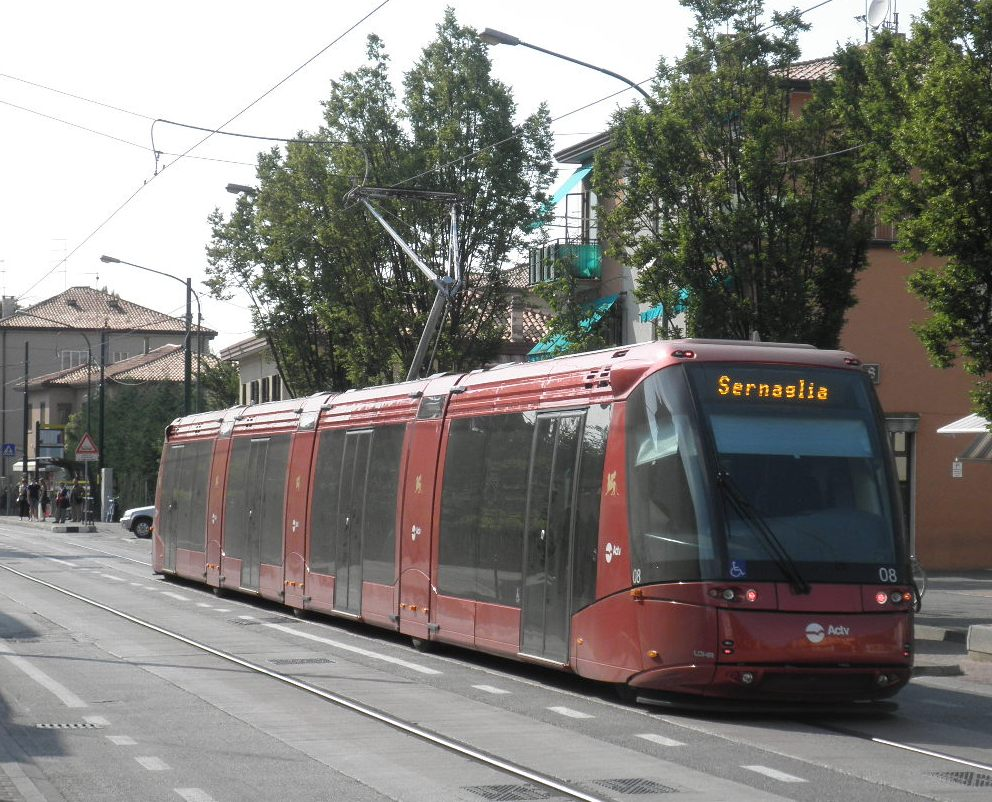
Translohr rendszerű villamos

Villamos útvonala

A városi villamos első szakaszát 2010. december 20-án avatták fel Monte Celo végállomás és vasútállomás között. A 6,3 km-es útvonalat egyvágányú, különleges kialakítású vasúti pálya és kerékrendszer teszi egyedivé. A meglévő hálózat része lesz a Velence Piazzale Roma térre befutó 2 villamos vonalnak. A T1-es villamos: Velence - Favaro között 14 km-en 23 megállóval, 5 perces követési idővel, míg a T2-es villamos: Velence- Mestre 12 km-en 17 megállóval 7 perces követési idővel közlekedik 2015. szeptember 16-tól.
A környezetbarát villamos indulásával a párhuzamos buszjáratokat is módosították, egyeseket meg is szüntetnek. Ezzel egy időben szeretnének elindítani öt város (Velence, Mestre, Padova, Treviso és Castelfranco Veneto közötti új regionális városi vasutat (sistema metropolitano ferroviario regionale – SFMR) is, ami szintén érintheti a jelenlegi autóbusz-hálózatot, nem csak Mestrében, hanem a Piazzale Romától induló velencei járatokat is.

## Az autóbuszjáratok
Mestre autóbuszjáratai három csoportba oszthatóak:
- városi járatok
- északi helyközi járatok
- déli helyközi járatok

Az autóbuszok éjszaka is közlekednek, csökkentett kapacitással, főként az iparterületeket szolgálják ki ilyenkor.

### Mestre városi járatai
2013 végén a következő autóbuszjáratok közlekedtek a városban:
| Járatszám    | Útvonal |
| ------------ | --- |
| 2            | Venezia – Stazione Mestre FS – via Circonvallazione – viale Garibaldi – viale Don Sturzo                                                                          |
| 3            | Centro Commerciale Auchan – SFMR Ospedale – viale Garibaldi – via Circonvallazione – Marghera – Villabona                                                         |
| 4            | Venezia – Corso del Popolo – via Ca’ Rossa – via San Donà – Favaro – via Altinia                                                                                  |
| 4L           | Venezia – Corso del Popolo – via Colombo – piazza Cialdini |
| 5            | Venezia – San Giuliano – via Orlanda – Tessera – Aeroporto |
| 6            | Venezia – via Durando – piazza Sant’Antonia – Catene – Chirignago – Spinea                                                                                        |
| 6B           | Venezia – via Durando – Marghera – Pasini – Centro Commerciale Panorama                                                                                           |
| 7            | Venezia – Mestre – Chirignago – Spinea – Vilaggio dei Fiori – via Martiri                                                                                         |
| 7L           | Venezia – Mestre – Gazzera – Asseggiano – Brendole |
| 8B           | Marocco – via Gatta – via Ca’ Lin – Zelarino – Brendole – via Risorgimento                                                                                        |
| 9            | San Liberale – Marcon – Favaro – Campalto – piazza 27 Ottobre – Mestre FS                                                                                         |
| 10           | Asseggiano – Gazzera – Cappuccina – Vempa – Marghera – Ca’ Sabbioni                                                                                               |
| 12           | Venezia – San Giuliano – viale San Marco – via Bissuola – via Tevere                                                                                              |
| 12B          | Venezia – San Giuliano – viale San Marco – via Bissuola – via Porto di Cavergnago                                                                                 |
| 12L          | Venezia – San Giuliano – viale San Marco – piazza 27 Ottobre |
| 13           | via Vallenari – via Bissuola – via Pio X – via Cappuccina – Marghera – Centro Commerciale Panorama                                                                |
| 15           | Aeroporto – Campalto – piazza 27 Ottobre – Mestre – Marghera – Centro Commerciale Panorama                                                                        |
| 16           | Rizzardi – Durando – piazza Sant’Antonio – Rinascita – Malcontenta – Fusina                                                                                       |
| 19           | Venezia – via Orlanda – Campalto – via Gobbi – Favaro – via Altinia                                                                                               |
| 20           | piazza 27 Ottobre – Cipressina – Zelarino – Trivignano – Ca’ Lin                                                                                                  |
| 21           | Stazione Mestre FS – Cipressina – Zelarino – Maerne – Martellago                                                                                                  |
| 24           | Venezia – San Giuliano – viale Vespucci – via Pertini – via Bissuola – via Casona – via San Donà – via Rielta – via Pertini – San Giuliano – Venezia (hurokjárat) |
| 24H          | Venezia – via Pertini – via Casona – via San Donà – via Pasqualingo – SFMR Ospedale – Centro Commerciale Auchan                                                   |
| 31           | Stazione Mestre FS – via Ancona – viale San Marco – via Pertini – via Bissuola – via Piave – Stazione Mestre FS (dupla hurokjárat)                                |
| 32           | Mint a 31-es, csak ellenkező irányban. |
| 33H          | Ospedale – Castellana – via Piave – Mestre FS – corso del Popolo – via Bissuola – Cavergnago                                                                      |
| 34H          | Ospedale – Teraglio – via Piave – Mestre FS – corso del Popolo – via Bissuola – via Pertini                                                                       |
| 40           | Venezia – via Torino – via Ancona – via Forte Marghera – piazza 27 Ottobre                                                                                        |
| 45           | Ca’ Noghera – Aeroporto – Tessera – Favaro |
| 45H          | Ca’ Noghera – Aeroporto – Favaro – Ospedale – Zelarino – Gazzera – via Miranese – via Cavanis                                                                     |
| 53           | piazza 27 Ottobre – via Piave – Mestre FS – Montefibre – Malcontenta                                                                                              |
| 56           | Venezia – via Fratelli Bandiera – Montefibre – Malcontenta – Ca’ Brentelle                                                                                        |
| 66           | Venezia – via Durando – via Paolucci – Catene – Chirignano |
| 80           | Venezia – Mestre – Trivignano – Maerne – Martellago |
| 81F          | via Rizzardi – piazza Sant’Antonia – Centro Finanza – Cimitero – via Rizzardi                                                                                     |
| 84           | Venezia – viale Vespucci – via Ca’ Rosa – via San Donà – Favaro – Dese FS                                                                                         |
| 86           | Mestre FS – Vempa – Banchina Dell’Azoto |
| H1 circolare | Ospedale – via Terraglio – Mestre FS – Corso del Popolo – via S. Pio X – via Castellana – Ospedale                                                                |
| H2 circolare | Mint a H1-es, csak ellenkező irányban. |

A 2-es járat hétköznapokon 21:00 óra után, hétvégenként pedig egész nap váltva a teljes Venezia – viale Don Sturzo illetve a rövidített Venezia - via Circonvallazione útvonalon közlekedik.
A 4-es járat időszakonként via San Donà után Aeroporto – Ca’ Nogare útvonalon, míg mások via Altina után  Dese – Marcon – San Liberale útvonalon közlekedik.
A 6-os járat éjszaka rövidített útvonalon, csak Catene megállóig közlekedik.
A 7L, 8B, 21, 24, 81F-es járatok időszakonként nem minden megállót érintenek.
A 9-es járat éjszakánként nem minden megállót érint.
A 10-es járat éjszakánként csak az Asseggiano – Gazzera – piazza 27 Ottobre között közlekedik.
A 16-os járat éjszakánként a piazza Sant’Antonio után a piazza 27 Ottobre térig/tértől közlekedik.
A 19-es járat időszakonként Marconig közlekednek.
A 45-ös járat időszakonként Mestre FS-ig közlekedik.
A 7L, 8B, 12, 12B, 20, 21, 24H, 40, 56, 66, 80, 84, 86, H1, H2-es járatok csak munkanapokon közlekednek.
A 33H, 34H járatok csak hétvégenként közlekednek.
A 3, 8B, 9, 10, 13, 15, 16, 20, 21, 25, 31, 32, 33H, 34H, 45, 45H, 53, 81F, 86, H1, H2 csak a szárazföldön közlekedik, nincs kapcsolatban a velencei Piazzale Romával.
A 2, 4, 4L, 5, 6B, 15, 24, 24H, 31, 32-es járatokon alacsony padlós autóbuszok közlekednek, segítve a fogyatékkal élők közlekedését.

### Éjszakai járatok
Éjfél és hajnali öt óra között Velencéből, a Piazzale Romáról két éjszakai körjárat indul Mestrébe.
Az N1-es a Velence – San Giuliano – Mestre központ – Venezia-Mestre vasútállomás – Velence útvonalon, az N2-es pedig a Velence – Marghera – Mestre központ – San Giuliano – Velence útvonalon közlekedik. A járatok a velencei éjszakai hajójáratokkal összhangban, húszpercenként indulnak, egy óra alatt kettő az N1-es, egy pedig az N2-es vonalán.

### Helyközi járatok
Ezek a járatok Velencét kötik össze a környező, távolabbi településekkel (E → Linee extraurbane).
| Járatszám | Útvonal                                                                                    |
| --------- | ------------------------------------------------------------------------------------------ |
| 2E        | Rio San Martino – Scorzè                                                                   |
| 3E        | Borgoricco – Sant’Angelo – Veternigo – Zianigo – Mirano                                    |
| 4E        | Mirano – Salzano – Noale                                                                   |
| 4DE       | Venezia – Catene – Mirano – Salzano – Noale                                                |
| 5E        | Venezia – Mestre – Zelarino – Olmo – Maerne – Robegano – Noale                             |
| 6E        | Venezia – Mestre – Zelarino – Trivignano – Martellago – Scorzè                             |
| 7E        | Venezia – Mestre – Chirignago – Spinea – Orgnano – Mirano                                  |
| 7DE       | Venezia – Catene – Spinea – Mirano                                                         |
| 8E        | Venezia – Mestre – Marocco – Mogliano – Preganziol – Treviso                               |
| 8AE       | Mestre FS – Mogliano – Marcon/Valecenter                                                   |
| 9E        | Mogliano – Zero Branco/Badoere                                                             |
| 10E       | Mirano – Campocroce – Scaltenigo – Ballò – Vetrego – Marano – Mirano                       |
| 11E       | Mirano – Maerne – Martellago – Scorzè                                                      |
| 12E       | Scorzè – Cappella – Pesseggia – Cardigiano – Mogliano/Venezia                              |
| 14E       | Casale sul Sile – Quarto d’Altino – Gaggio – Marcon – Mogliano                             |
| 16E       | Trebaseleghe – Scorzè                                                                      |
| 17E       | Caltana – Caselle – Santa Maria di Sala – Mirano                                           |
| 53E       | Venezia – Marghera – Oriago – Mira – Dolo – Fiesso – Stra – Padova                         |
| 54E       | Venezia – Mestre – Dolo – Camponogara – Premaore – Bojon – Corte                           |
| 55E       | Dolo – Camponogara – Fossò – Galta – Vigonovo – Stra/Celeseo                               |
| 55SE      | Dolo – Paluello – San Pietro di Stra – Stra                                                |
| 56E       | Dolo – Sambruson – Piazza Vecchia – Gambarare – Mira – Marano – Mirano                     |
| 57E       | Venezia – Mestre – Oriago – Marano – Pianiga – Mellaredo                                   |
| 58E       | Adria – Cavarzere – Piove di Sacco – Campolongo – Fossò – Dolo                             |
| 58RE      | Adria – Cavarzere – SS Romea – Montefibre/Fusina/Venezia                                   |
| 59E       | Dolo – Cazzago – Scaltenigo – Marano – Mirano                                              |
| 60E       | Stra – Piove di Sacco – Rottanova – Boscochiaro/Cavarzere                                  |
| 66E       | Mellaredo – Pianiga – Arino – Cazziago – Dolo                                              |
| 67E       | Piove di Sacco – Corte – Bojon – Campagna Lupia – Calcroci – Dolo                          |
| 67RE      | Piove di Sacco – Corte – Bojon – Campagna Lupia – Calcroci – SS Romea – Venezia            |
| 72E       | Cavarzere – Pettorazza Grimani                                                             |
| 73E       | Cavarzere – Rottanova                                                                      |
| 80E       | Venezia – Mestre – SS Romea – Borgo San Giovanni – Chioggia – Sottomarina                  |
| 81E       | Sottomarina – Chioggia – San Pietro – Boscochiaro – Cavarzere                              |
| 82E       | Sottomarina – Chioggia – SS Romea – Camponogara – Fossò – San Pietro di Stra – Stra – Dolo |
| 83E       | Cavarzere – Ca’ Labia – Ca’ Matte – Ca’ Briani – Acquamarza – Grignella                    |

### Különleges járatok
Fontosabb események alkalmával különleges járatok közlekednek a városban. Ezek nem menetrendszerűen közlekednek, hanem az adott esemény kezdetéhez és végéhez igazítják az indulásaikat. Ilyen esemény lehet pl. a Heineken Jammin' Festival, a Salone Nautico Internazionale di Venezia és természetesen a híres velencei Karnevál és Redentore. Természetesen ezek is alkalmazkodnak a velencei hajójáratokhoz (pl. éjszaka), ha Velencét érintő eseményről van szó.